# Kämmler

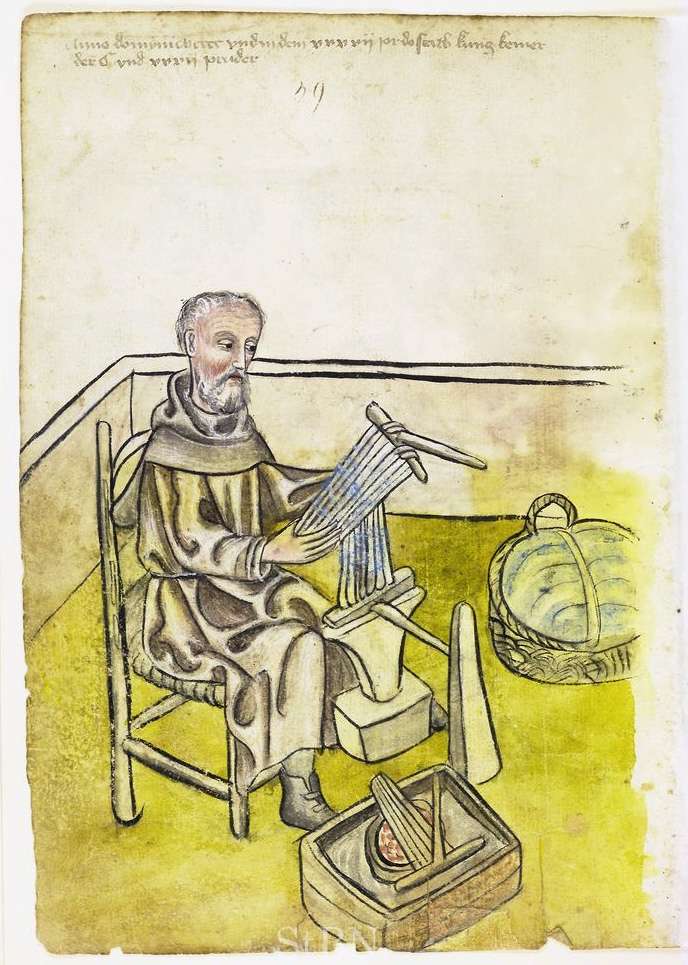
Wolle kämmen mit einem stationären Kamm auf einem Gestell. Ein Ersatzkamm liegt zum Wärmen auf einem Gluttopf in einer Kiste, der fertige Kammzug in einem Korb (1442)

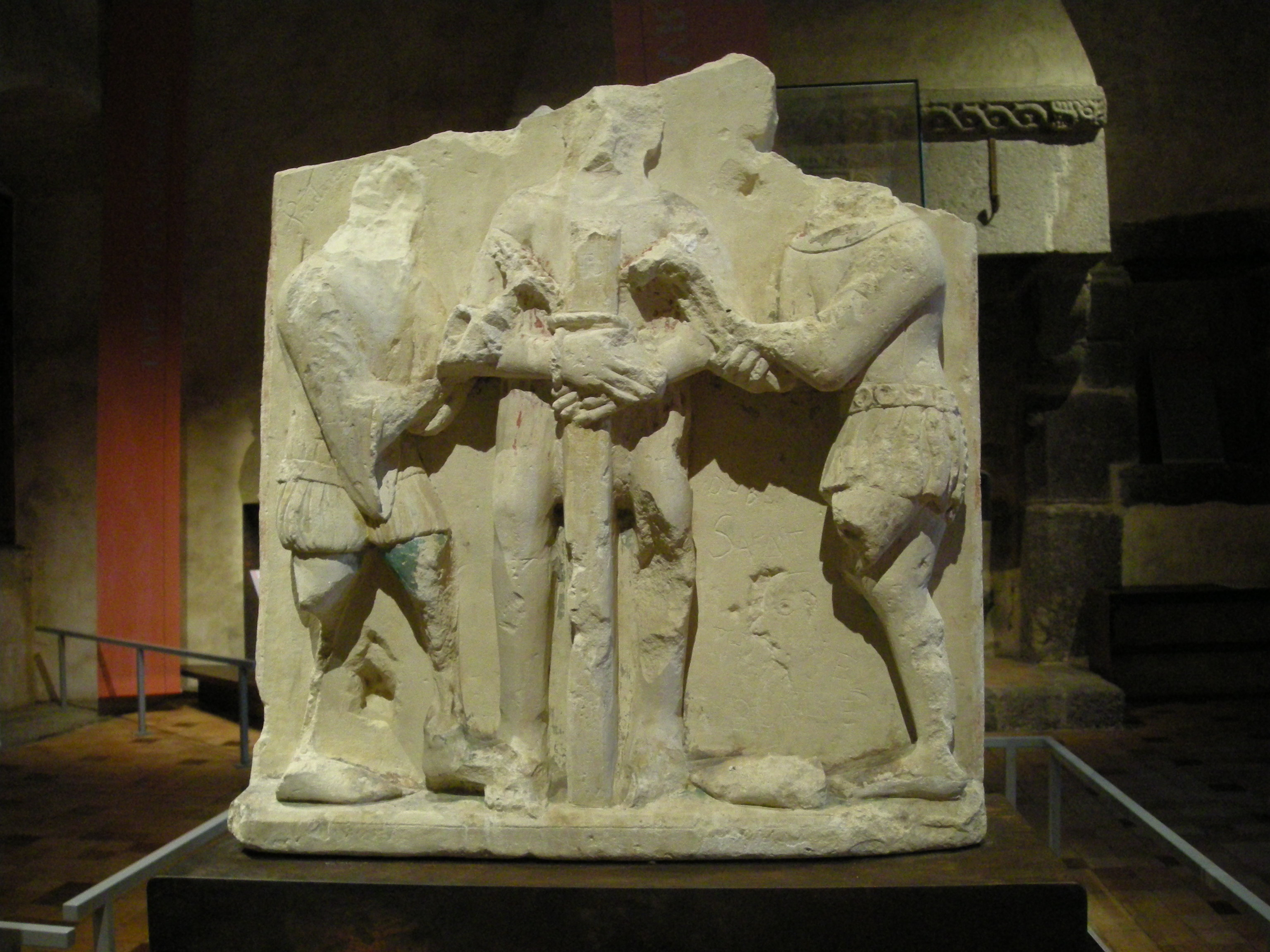
Blasius wird mit Wollkämmen gemartert, Relief in der Kapelle von Appeville aus dem 13. Jahrhundert

Kämmler oder Wollkämmler, auch Kämmer oder Wollkämmer, war ein Handwerksberuf der Textilindustrie.
Um Kammgarn herzustellen, muss Wolle zuerst gekämmt werden. Für Streichgarne dagegen wird Wolle kardiert. Beim Kämmen kann nur langstapelige Wolle verwendet werden. Der Prozess entfernt sämtliche kürzeren Fasern, Knötchen und Unreinheiten, die als sogenannter Kämmling ausgesondert werden, während beim Kardieren die Fasern nur einigermaßen geordnet werden, aber lange und kurze Fasern als Gemisch verbleiben und kein Ausschuss anfällt.

## Geschichte
Ein männlicher Wollkämmer ist bereits auf einem Silberbecher aus dem 1. bis 2. Jahrhundert n. Chr. dargestellt, der in Avenches in der Schweiz gefunden wurde, ebenso wie ein feinzinkiger Wollkamm aus Eisen.
Im Spätmittelalter wurden bereits Paare von Wollkämmen mit Gestell verwendet, wobei auch noch Frauen das Kämmen besorgten.
Die Wollkämmler und der ihnen vorgeschaltete Beruf der Wollschläger waren im 11. bis zum 15. Jahrhundert nicht in Zünften organisiert, sondern arbeiteten in den städtischen Textilzentren in zentralen Werkstätten der Tucher, die als Kaufleute die Tuchproduktion im Verlagssystem leiteten und organisierten. Die Handwerker erhielten einen Zeitlohn. In den englischen Zentren der Wollverarbeitung verschwand der einst mächtige Berufsstand der Kämmler nach Einführung der Kämmmaschinen innerhalb nur einer Dekade bis etwa 1860 vollständig.
Neben den städtischen Handwerkern wurde das Kämmen der Wolle auf dem Land auch als Nebenerwerb ausgeübt. Es handelte sich um eine Winterarbeit ab September bis zum März. Der Kämmler ging entweder von Ort zu Ort zu festen Auftraggebern, bei denen er auch Nahrung und Unterkunft erhielt, oder die Wolle wurde ihm von Schafbesitzern gebracht. In Teilen von Deutschland, nämlich mindestens in Niedersachsen und Sachsen-Anhalt, bestand diese Tätigkeit bis zum Ersten Weltkrieg fort.
Schutzpatron der Wollkämmler war Blasius von Sebaste.

## Wollkämme

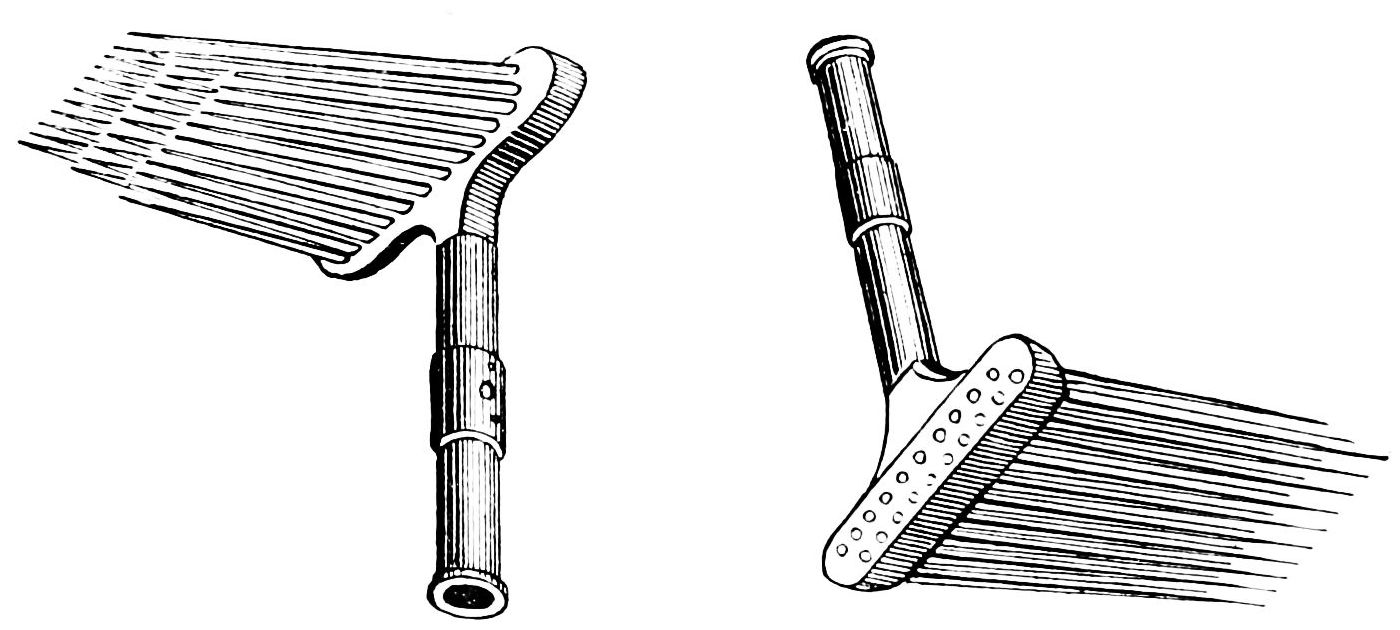
Ein Paar Wollkämme mit je 3 Zinkenreihen

Zum Werkzeug eines Kämmlers gehörten zwei Paar Kämme, ein Gestell mit Haltevorrichtung (oder eine Wandhalterung) für einen Kamm, ein Ofen oder Gluttopf mit Holzkohle, ein oder zwei Ölkännchen, eine Bank, ein Zinkenrichter für beschädigte Zinken und eine Wollausziehzange. Die Wollkämme hatten einen bis 32 cm langen Handgriff und wiesen bis zu acht, meist aber drei bis fünf Reihen von Stahlzinken auf, deren Spitzen nadelspitz geschliffen sein mussten. Die einzelne Stahlnadel konnte über 25 cm lang sein, die Höhe nahm zum Griff hin von Zinkenreihe zu Zinkenreihe ab. Der Kopf des Kamms wies zum Handgriff einen Winkel von 60 Grad auf. Ein einzelner Kamm wog 2–3,5 kg.
Um beim Kämmen möglichst leicht durch die Wolle zu gleiten, wurden die Kämme, eigentlich nur die Zinken, in einem speziellen Ofen oder über einem Gluttopf gewärmt und die Wolle mit Öl beträufelt oder betupft, das sogenannte Schmälzen. Auch das Öl – Rüböl oder anderes pflanzliches, auswaschbares Öl – wurde erwärmt; es war grundsätzlich vom Auftraggeber oder Tucher zu stellen.
Ein Wollkämmer auf dem Land konnte in einer Stunde 20 Kammzüge von 15 cm Breite und 1 m Länge herstellen. Der Lohn dafür betrug in der Altmark vor dem Ersten Weltkrieg 50 Pfennig, während des Krieges 1 Reichsmark.

## Kämmmaschine

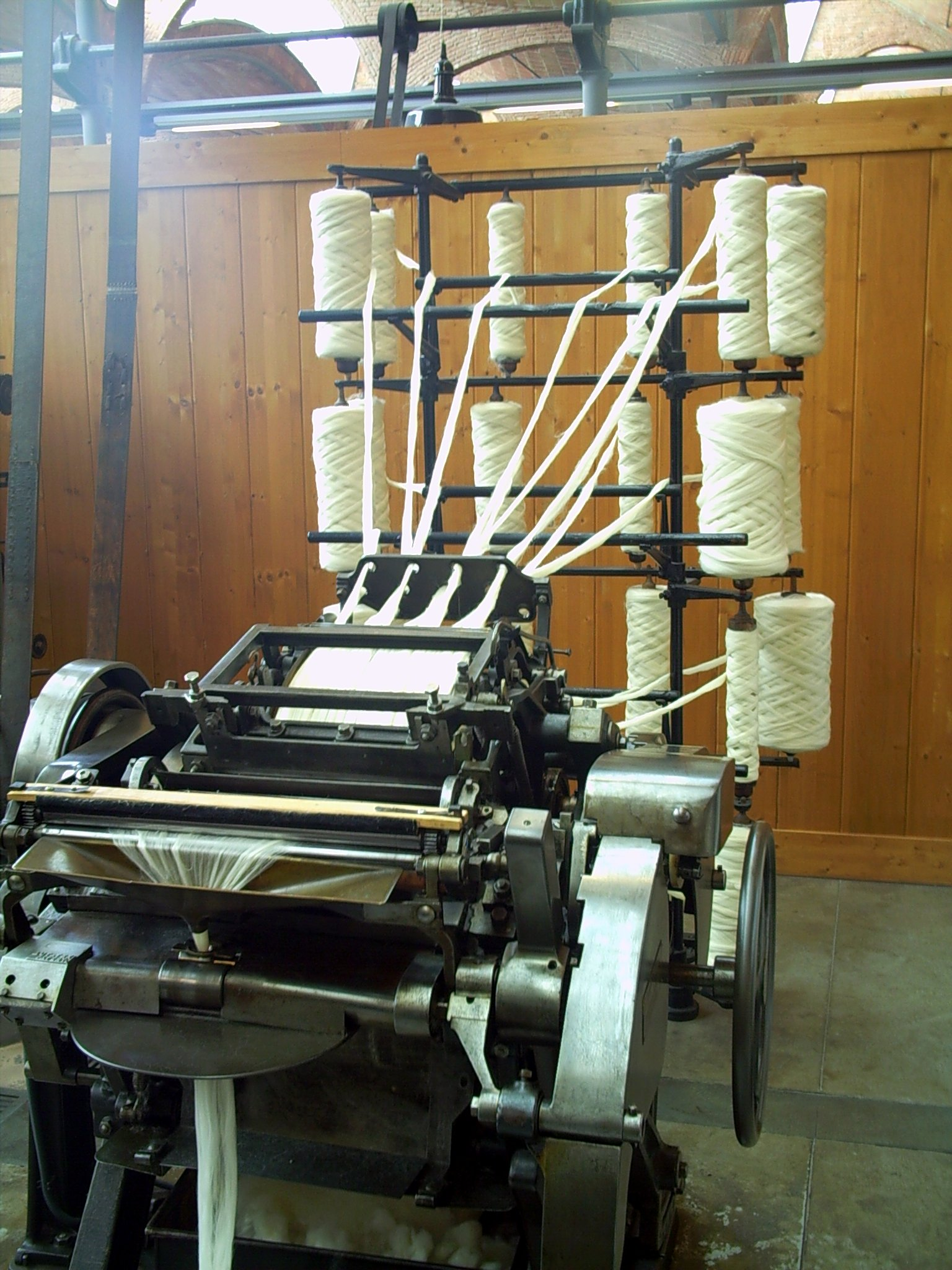
Kämmmaschine: Oben wird das vorbereitete Material zugeführt, unten kommt der Kamzug heraus

Edmund Cartwright entwickelte 1790 und 1792 zwar bereits Wollkämmmaschinen (den Big Ben), die sich aber technisch und wirtschaftlich nicht durchsetzen konnten. Erst sehr spät in der industriellen Revolution, nämlich um 1850, gelang es durch Josua Heilmann, Samuel Lister, Isaac Holden und andere, das Wollkämmen zu mechanisieren.
Vor dem Einführen in die Kämmmaschine muss die Wolle zwei Strecken durchlaufen haben und als ein Faserband (engl. sliver) vorliegen, aus dem dann der eigentliche Kammzug (engl. top) hergestellt wird.

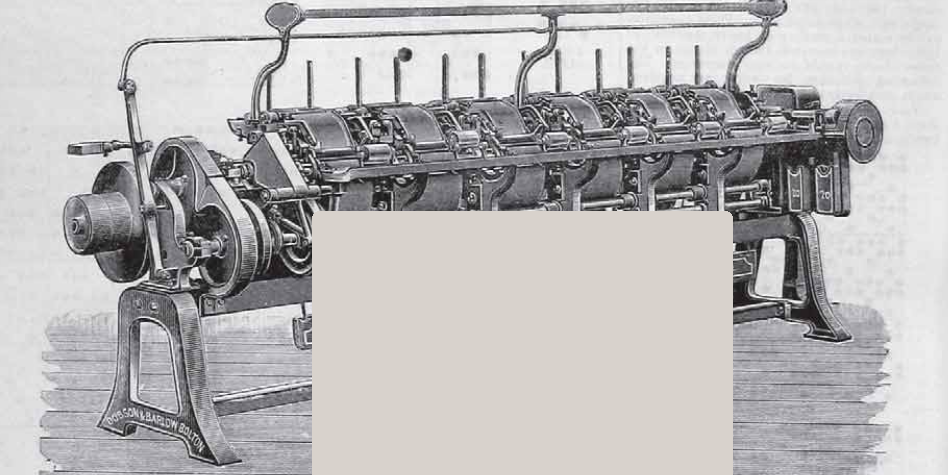
Kämmmaschine von Josua Heilmann
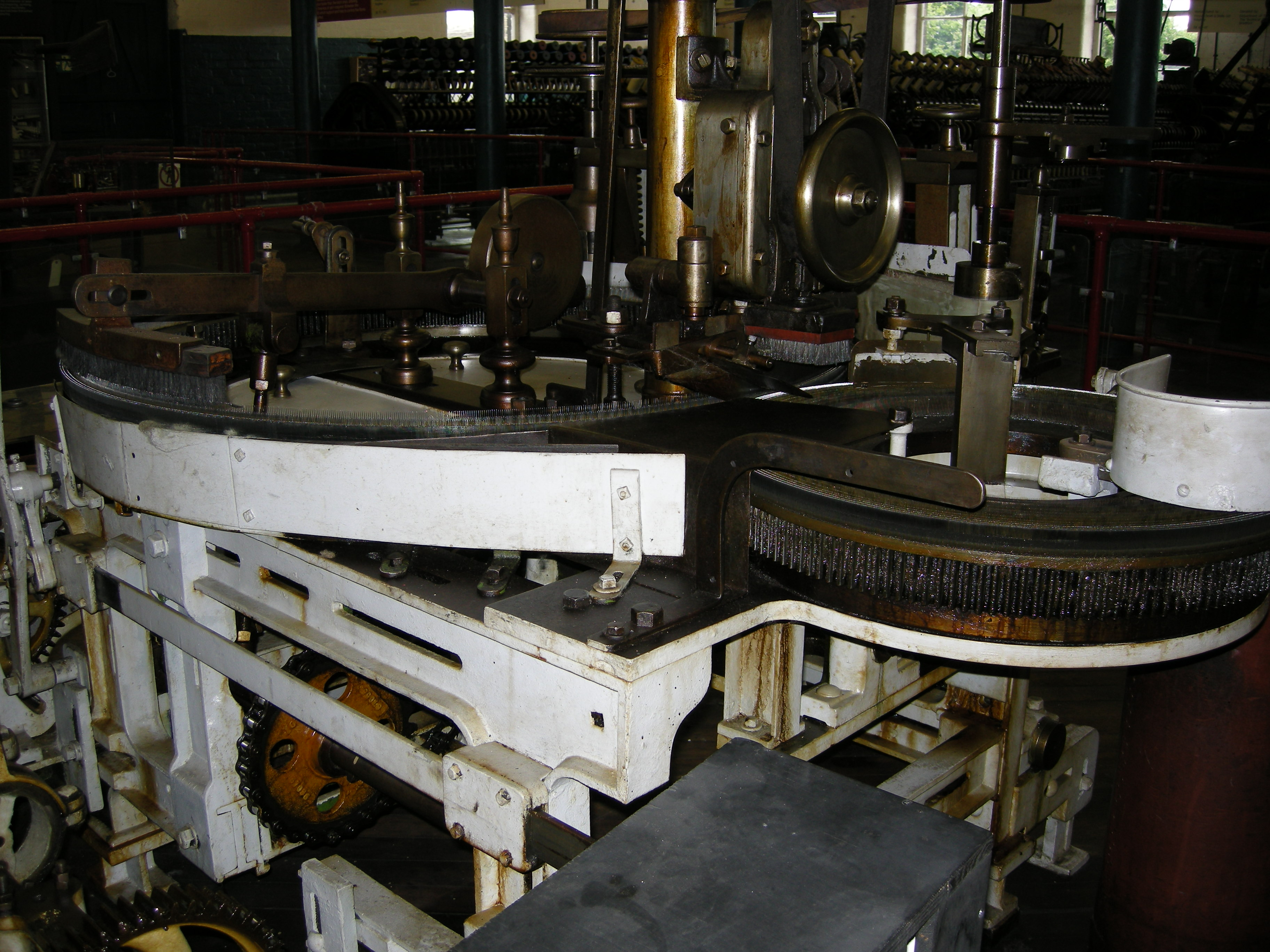
Kämmmaschine von Samuel Lister
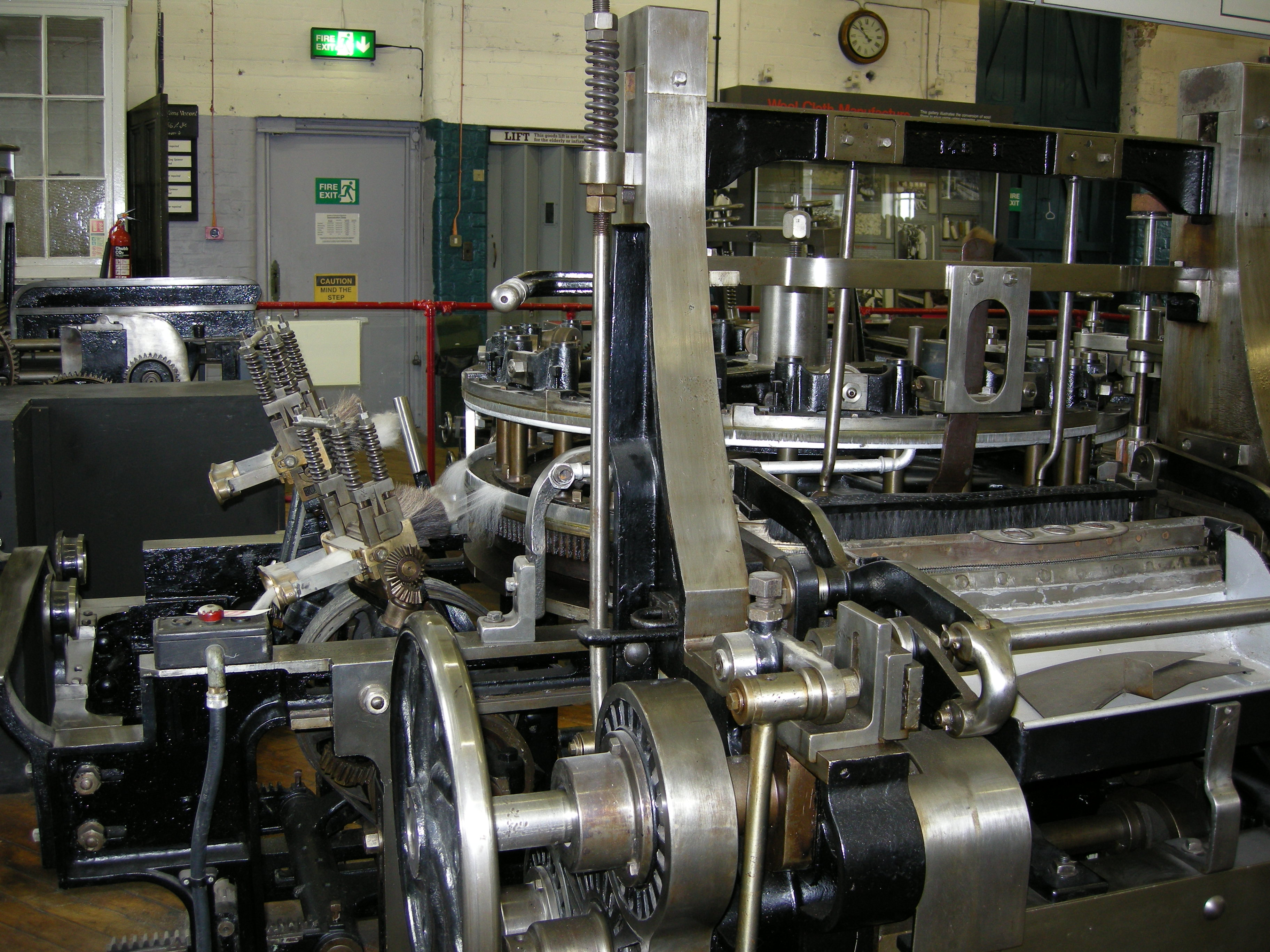
Kämmmaschine von Sir Isaac Holden (7. Mai 1807 – 13. August 1897)
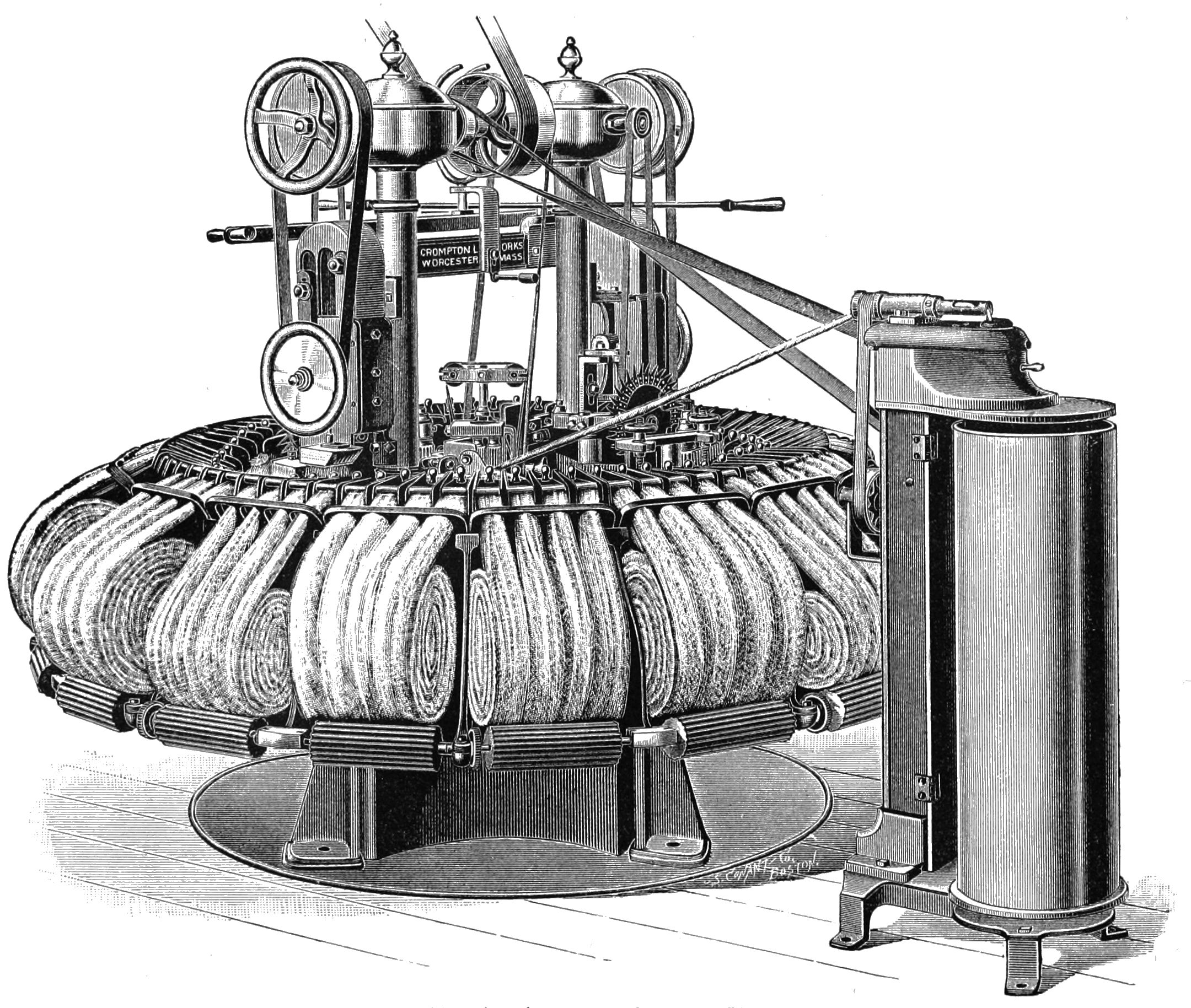
Noble-Kämmmaschine